# Frente Antiimperialista y por el Socialismo
El FAS - Frente Antiimperialista y por el Socialismo  - (Argentina, 1973-1975)  fue un frente de organizaciones, personalidades, sindicatos y sectores sociales no organizados que se aglutinó en torno a un programa de disputa democrática, patriótica y antiimperialista no antagónico a la lucha armada. Durante sus años de actividad, además de los congresos de los cuales hay documentación, emitió comunicados ante determinados problemas políticos y sociales, y desarrolló trabajos en barrios, fábricas y universidades.

## Antecedente
Se formó como una confluencia de grupos de la izquierda marxista y sectores del peronismo revolucionario, con el propósito de aprovechar políticamente las elecciones del 11 de marzo de 1973.
La conversaciones a desgano que habían iniciado estos grupos, sin embargo, no dieron resultado a tiempo. Estas reuniones habían incluido a representantes del Partido Comunista e incluso se había llegado a dialogar con algunos sectores de la UCR (Franja Morada). La inclusión del PC -considerado "reformista" y poco confiable por los otros grupos de izquierda-, era solo por su estrecha relación de entonces con Agustín Tosco, carismático Secretario General del sindicato de Luz y Fuerza de Córdoba, a quien el PRT (Partido Revolucionario de los Trabajadores) ansiaba llevar como candidato a presidente. Pero no se logró un acuerdo general y finalmente los partidos revolucionarios terminaron recomendando votar en blanco, o poner en las urnas obleas del ERP, con la leyenda "Ni golpe ni elección: Revolución".

## Acto
El primer acto fuerte convocado por el FAS, fue el homenaje al Che Guevara llevado a cabo el 5 de octubre de 1973, a cinco años de su caída en combate en Bolivia, en la Facultad de Filosofía y Letras de la UBA. Los principales oradores del acto fueron Alicia Eguren, Eduardo Jozami y Ernesto Guevara Lynch, quienes hablaron frente a más de 1500 estudiantes y organizaciones adherentes como el Grupo Obrero Revolucionario (GOR), Fuerzas Armadas de Liberación Che Guevara (FAL-CHE), Comandos Peronistas de Liberación (CPL).

## Congresos
Después de las elecciones, se continuaron los esfuerzos para concretar este Frente y se logró convocar a un importante congreso en Tucumán. Este tuvo lugar el 18 de agosto en Villa Luján, provincia de Tucumán, y contó, según distintos testimonios consultados, con más de 4000 militantes y activistas, muchos de la zona fabril cordobesa de Ferreira. Aunque en esta instancia se ratificó la sigla “FAS” y se aprobó un programa común, todos los relatos lo describen como un “acto”, una gran manifestación pública y no tanto aún como instancia de debate colectivo entre organizaciones y sectores sociales.
Enrique Gorriarán Merlo y Humberto Tumini, en distintas entrevistas, hablan de que el FAS tuvo seis congresos, solo que los primeros tres fueron muy pequeños y casi desconocidos. La imprecisión para fechar los tres primeros congresos del FAS se explica más que porque no hayan existido, a que el FAS emergió con dicho nombre oficialmente en su IV congreso. Algunos consideran que los tres primeros congresos fueron efectuados por el Frente Antiimperialista y Anti dictatorial (FAA), y registrados en la revista Nuevo Hombre que más tarde sería el órgano difusor del FAS.
III) En Córdoba, capital, a principios de 1973, también pequeño y preparatorio del congreso fundacional, al igual que los dos congresos anteriores;
IV) En Tucumán, capital (en agosto de 1973). Luego de tres congresos preparatorios recién en este Congreso quedó constituido orgánicamente como frente, con un Comité Ejecutivo cuyo presidente fue Armando Jaime del Frente Revolucionario Peronista (FPR), y que integraban Manuel Gaggero (del FPR y director del diario El Mundo), Rodolfo Matarolo (director de "Nuevo Hombre"), Alicia Eguren Oscar Montenegro (PRT-ERP), Juan Carlos Arroyo (FRP), Silvio Frondizi (Grupo Praxis) y Gregorio Flores (PRT-ERP).  Esta dirección se mantuvo durante el resto de los congresos. El cura tercermundista Miguel Ramondetti fue también una figura importante integrante del FAS. El IV congreso se realizó en una cancha de básquet y contó con la participación de organizaciones como el PRT-ERP, Frente Revolucionario Peronista, Partido Comunista Marxista Leninista, Organización Comunista Poder Obrero, Liga Espartaco, Liga Socialista, Movimiento de Izquierda Revolucionaria, Izquierda Socialista, Grupo Praxis, Socialismo Revolucionario, Peronismo de Base, Ejército Libertador del Norte, Acción Proletaria, Democracia Obrera Revolucionaria y Círculo Socialista.  En aquella oportunidad Agustín Tosco declinó su candidatura a presidente de la República, ya que no quiso enfrentar a Perón, resquebrajar la unidad sindical en Córdoba y perder a un aliado histórico, el Partido Comunista Argentino. (El gobierno nacional había convocado a nuevas elecciones, debido a la renuncia de Héctor Cámpora, dejando lugar así a la candidatura directa del Teniente General Juan Domingo Perón, antes proscripto por los militares); 
V) En Resistencia, Chaco, el 24 de noviembre de 1973, con la asistencia de alrededor de 12.000 militantes y activistas. Además del importante crecimiento numérico, un dato llamativo de este congreso, que se puede observar en todas las fuentes consultadas, es la presencia de algunos sectores sociales “nuevos” o poco mencionados en la época; como agrupaciones villeras, representantes de poblaciones aborígenes y grupos de mujeres con planteos vinculados a la problemática de género. A diferencia del anterior, este encuentro sí tuvo la forma de congreso, con dos días de debate previo en comisiones y la aprobación de un extenso programa, posteriormente publicado en un folleto;
VI) En Rosario, Santa Fe, se realizó en Tiro Federal, el 15 de junio de 1974 y contó con la presencia de entre 25 y 30 mil militantes, activistas y participantes. En este congreso los oradores fueron Rodolfo Ortega Peña, Alicia Eguren, Eduardo Castelo, Silvio Frondizi, Norberto Pujols, Agustín Tosco y Manuel Gaggero.

## Desarrollo político
Las situaciones de movilización y alto nivel de participación popular hacia marzo de 1973, impulsaron a varios de los referentes del PRT Partido Revolucionario de los Trabajadores a la creación de un frente democrático.
Para Vera Carnovale, el FAS fue concebido por el PRT como “un movimiento político de características frentistas, que reunía organizaciones populares y revolucionarias, peronistas y no peronistas. La disputa por el poder exigía el más amplio acuerdo de fuerzas políticas y sociales (un Frente Antiimperialista)".
En el interregno democrático 1973-74, logró concitar la atención y entusiasmo de grandes sectores populares. En sus congresos se percibió un crecimiento geométrico, pasando de ser apenas un puñado de dirigentes que se reunieron en el Sindicato de Luz y Fuerza a principios de 1973, a la importante fuerza que logró reunir entre 25 y 30 mil participantes en su último congreso de Rosario.
Efectuó importantes actividades culturales y periodísticas, entre las que se destacan las siguientes:
- Diario El Mundo. Dirigido por el prestigioso periodista Luis Cerruti Costa, tenía en su plana mayor colaboradoras como Alicia Eguren, esposa del mítico revolucionario peronista John William Cooke.
- Revista Nuevo Hombre. Dirigida por el Silvio Frondizi, alcanzó gran influencia nacional en la izquierda revolucionaria.
- Revista Posición. Dirigida por Ernesto Pettigiani, su jefe de Redacción era Nelso Del Vechio; si bien su ámbito estaba circunscripto a la provincia de Córdoba (gran concentración industrial argentina), alcanzó vigencia en todo el centro y noroeste argentino.
- Revista Patria Nueva. Como la anterior, se editaba en Córdoba, pero tenía vigencia prácticamente nacional.
- Libre Teatro Libre - Grupo de teatro con gran éxito popular en todo el país.
- Cine de la base. Grupo de cineastas comprometidos con el movimiento revolucionario.
- Movimiento Sindical de Base. Alcanzó alta adhesión de sindicatos combativos, especialmente metalúrgicos, en las concentraciones industriales de Rosario, Provincia de Buenos Aires y Tucumán.

A mediados de 1974 pasó a la clandestinidad, acosado por la dura represión que se había iniciado por entonces.

## Dirigentes y organizaciones
No era fácil en un contexto de lucha armada y represión determinar dirigentes públicos. Casi todos los grupos que componían el FAS tenían su ala combatiente. Estos grupos eran, principalmente, el FRP(Frente Revolucionario Peronista), que impulsó a la candidatura de sus dirigentes Armando Jaime, Juan Carlos Arroyo (de Jujuy) y Manuel Gaggero. Todos del FRP (Frente Revolucionario Peronista, dirección política del ELN, Ejército de Liberación Nacional). También estaban representados la Organización trotskista El Obrero, cuyo dirigente no dio nombre real para evitar la represión, y actuaba públicamente con el seudónimo de "El Gato". Por las FAL (Fuerzas Armadas de Liberación) participaban dos líneas que se habían fraccionado de la vertiente central poco antes. Ellas eran: FAL "Ché Guevara", y FAL 22 de Agosto. Los dirigentes de esta última publicaban una revista llamada América Latina. También participaban los GPL (Grupos Populares de Liberación), de extracción peronista, que llevaban al periodista cordobés Roberto Reina como representante. Por último, entre las organizaciones importantes que participaron del FAS se contaba la Columna Sabino Navarro, de la Organización Montoneros.
Oscar Montenegro, dirigente sindical, fue uno de los dirigentes principales del FAS. Militante del PRT, asumió el papel de nexo entre este partido (que solventaba económicamente el 80 % de la actividad política del Frente) y el FAS.
Berta Molina, su esposa, fue secuestrada en pleno auge del FAS por militares, que la llevaron hasta el Parque 9 de Julio de la capital Tucumana -donde residía toda su familia- para matarla a golpes.
Dos días después del crimen de Berta Molina, su hijo Luis Montenegro, de 18 años y sin militancia política alguna, fue secuestrado en las inmediaciones en una esquina céntrica de Tucumán, Avenida Mate de Luna y Avenida Alem. Brutalmente torturado, fue acribillado a balazos y su cadáver arrojado luego en las afueras de la capital tucumana.

## Disolución
El FAS no sólo fue una herramienta política impulsada de modo estratégico por el PRT-ERP, sino que también constituyó la respuesta de un grupo de organizaciones revolucionarias al cambio en la coyuntura política que trajeron las elecciones de marzo de 1973.  Algunos comunicados del frente posteriores a su último congreso confirman su funcionamiento hasta 1975. Es difícil establecer con certeza las razones de la progresiva desarticulación del FAS, aunque sin duda influyeron las restricciones de la actividad legal en el país. La represión creciente sobre numerosos dirigentes públicos del FAS, y su posterior asesinato, fueron obligando en pocos meses su paso a la clandestinidad y después de un periodo prácticamente sin posibilidades de actividad pública, esta fuerza política terminaría por disolverse.